# كتيبة إيدر

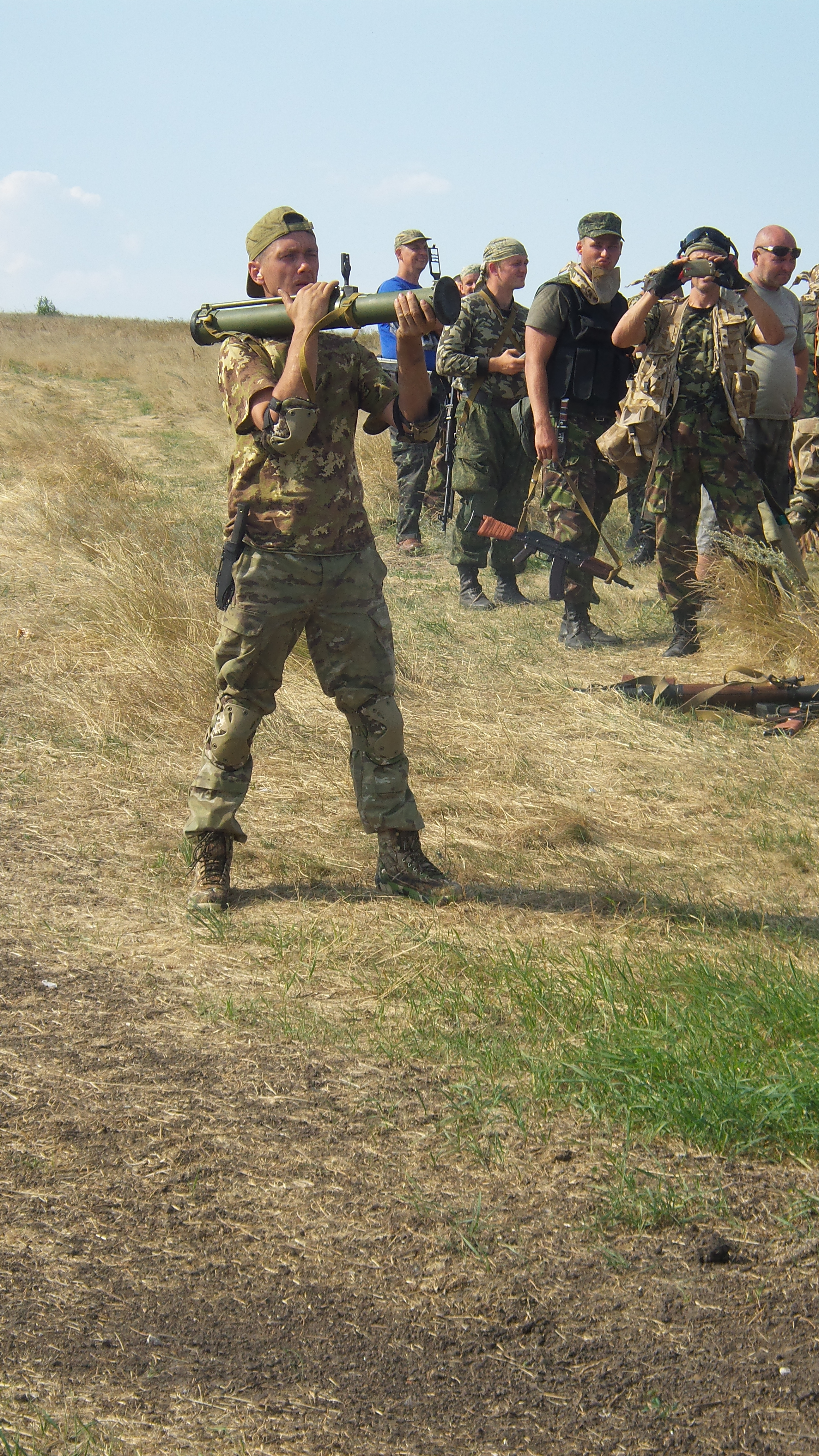
كتيبة إيدر في منطقة لوهانسك، 2 أغسطس 2014

كتيبة الاعتداء المنفصلة الرابعة والعشرون «إيدر»، والمعروفة أيضًا باسم كتيبة إيدر، هي كتيبة هجومية تابعة للقوات البرية الأوكرانية. تشارك الوحدة في الحرب في شرق أوكرانيا ولديها ما يقرب من 400 عضو. سميت على اسم نهر ايدر في منطقة لوهانسك حيث تم نشرهh في البداية. عُرف بعض أعضائها بروابط fhليمين المتطرف. اعتبارًا من أكتوبر 2018، فقدت الكتيبة 130 جنديًا قتلوا خلال العمليات.

## التاريخ
تم إنشاء الكتيبة في مايو 2014، وكانت أول كتيبة دفاع إقليمية في أوكرانية - مفرزة عسكرية تطوعية تابعة لوزارة الدفاع (أوكرانيا).
في الانتخابات البرلمانية الأوكرانية لعام 2014، أصبح قائد إيدر السابق، سيرهي ملنيتشوك، عضوًا في البرلمان الأوكراني الذي يمثل الحزب الراديكالي لأوليه لياشكو؛ حصل على المرتبة الثالثة في القائمة الانتخابية للحزب. وقائد السرية الثانية لايدر، إيهور لابين، هو نائب عن الجبهة الشعبية بعد فوزه بمقعد في الدائرة الانتخابية في لوتسك في نفس الانتخابات.
في 8 أغسطس 2014، صرح وزير الدفاع الأوكراني فاليري هيليتي أنه سيتم إعادة تنظيم الكتيبة، وستتلقى معدات أفضل وستشهد المزيد من المهام القتالية. وصف Melnychuk هذا الأمر بأنه «إجرامي»، لكنه اعترف بأن معظم جنود الكتيبة قد تم تسريحهم أو أصبحوا تحت السيطرة الرسمية بحلول عام 2015.
في أواخر يناير وأوائل فبراير 2015، قامت الكتيبة باقتحام العديد من المباني الحكومية، والتي تصاعدت إلى اشتباكات.
تم حلها رسميًا في 2 مارس 2015 «لمنع الأعمال غير القانونية لبعض ممثلي الوحدات التطوعية» (وفقًا لهيئة الأركان العامة للقوات المسلحة الأوكرانية). بعد «اختيار دقيق من الجنود»، أعيد تنظيمها ككتيبة هجوم منفصلة 24 للجيش الأوكراني. تم تعيين المقدم ييفين بتاشنيك قائداً للكتيبة.

## صالة عرض

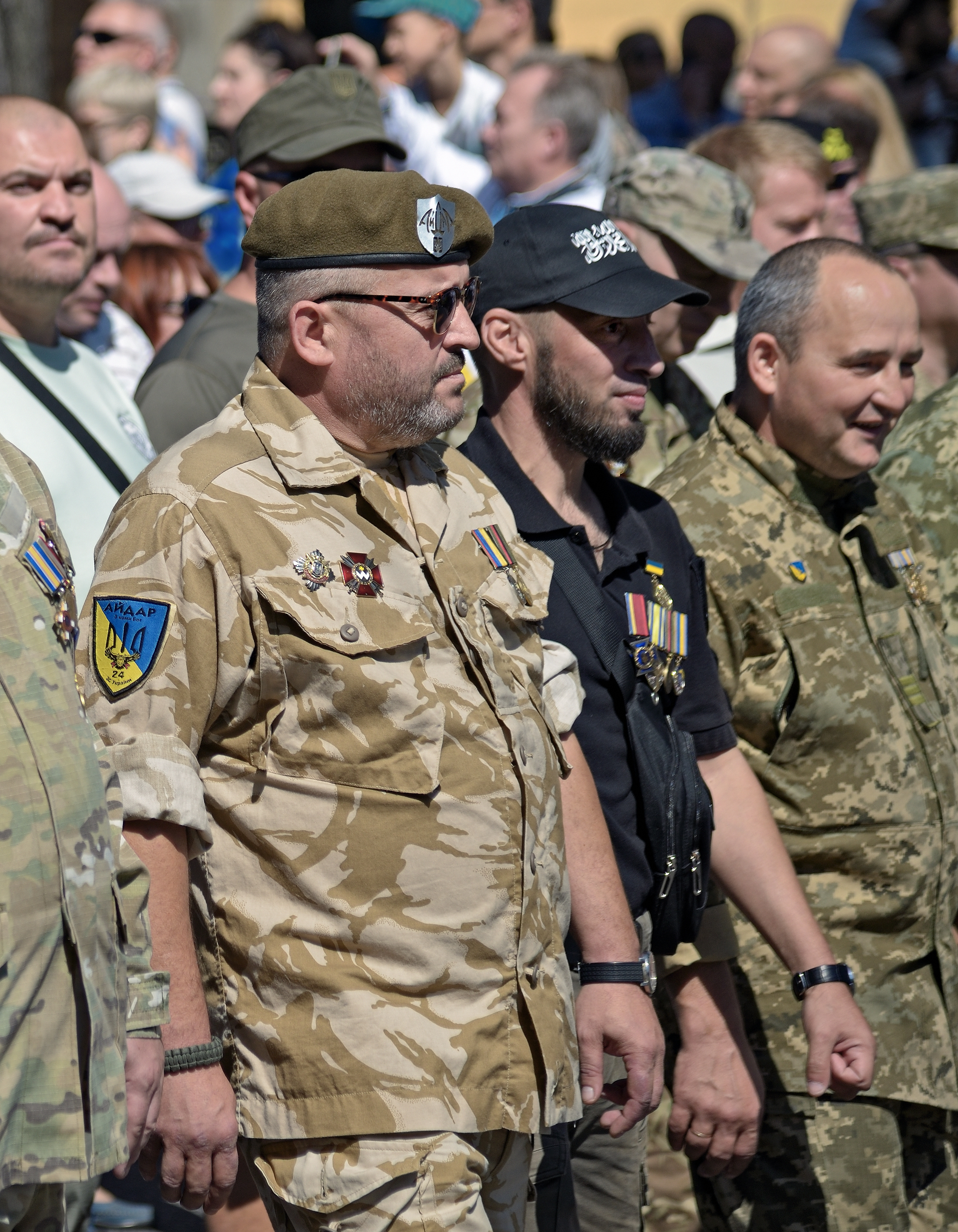
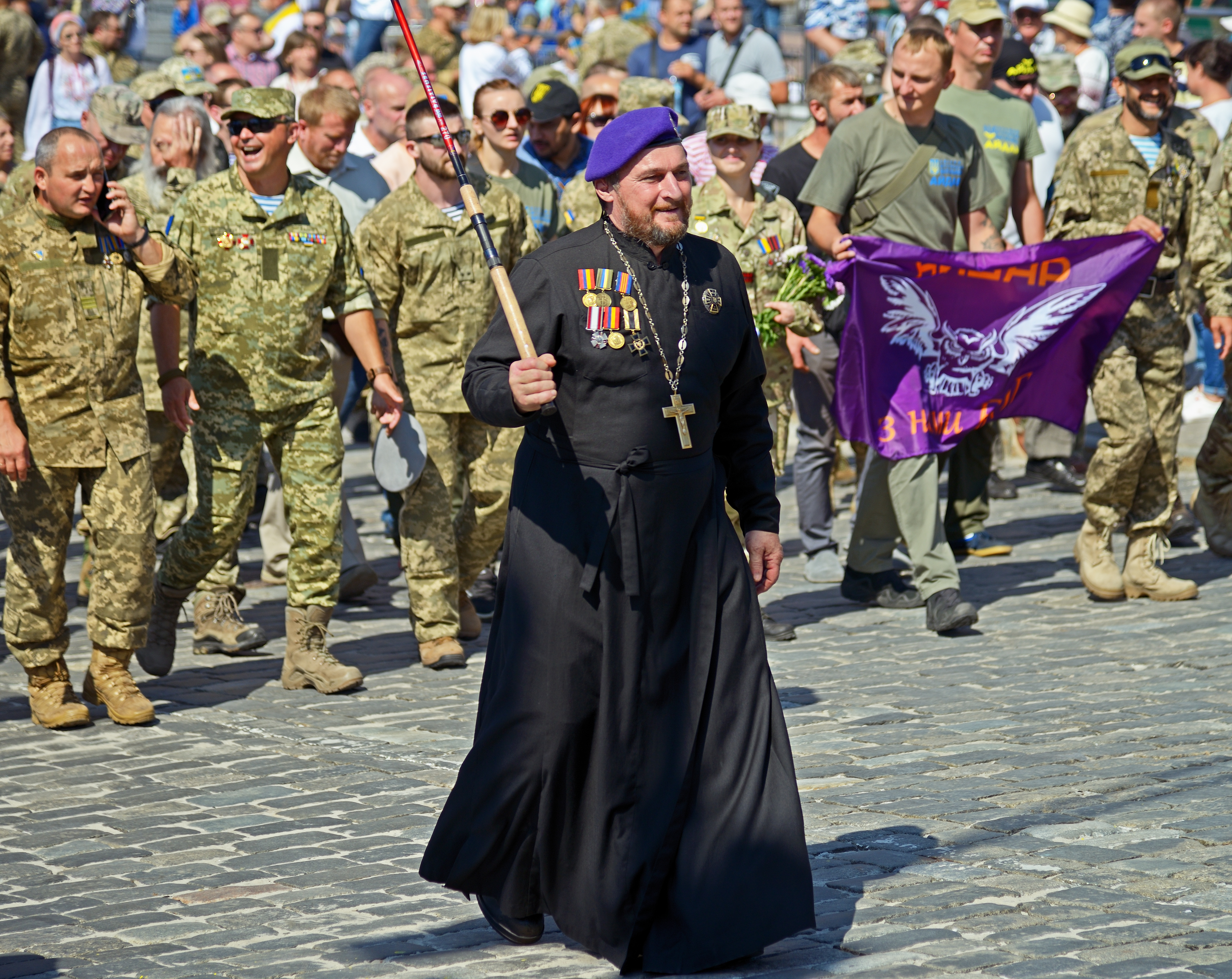
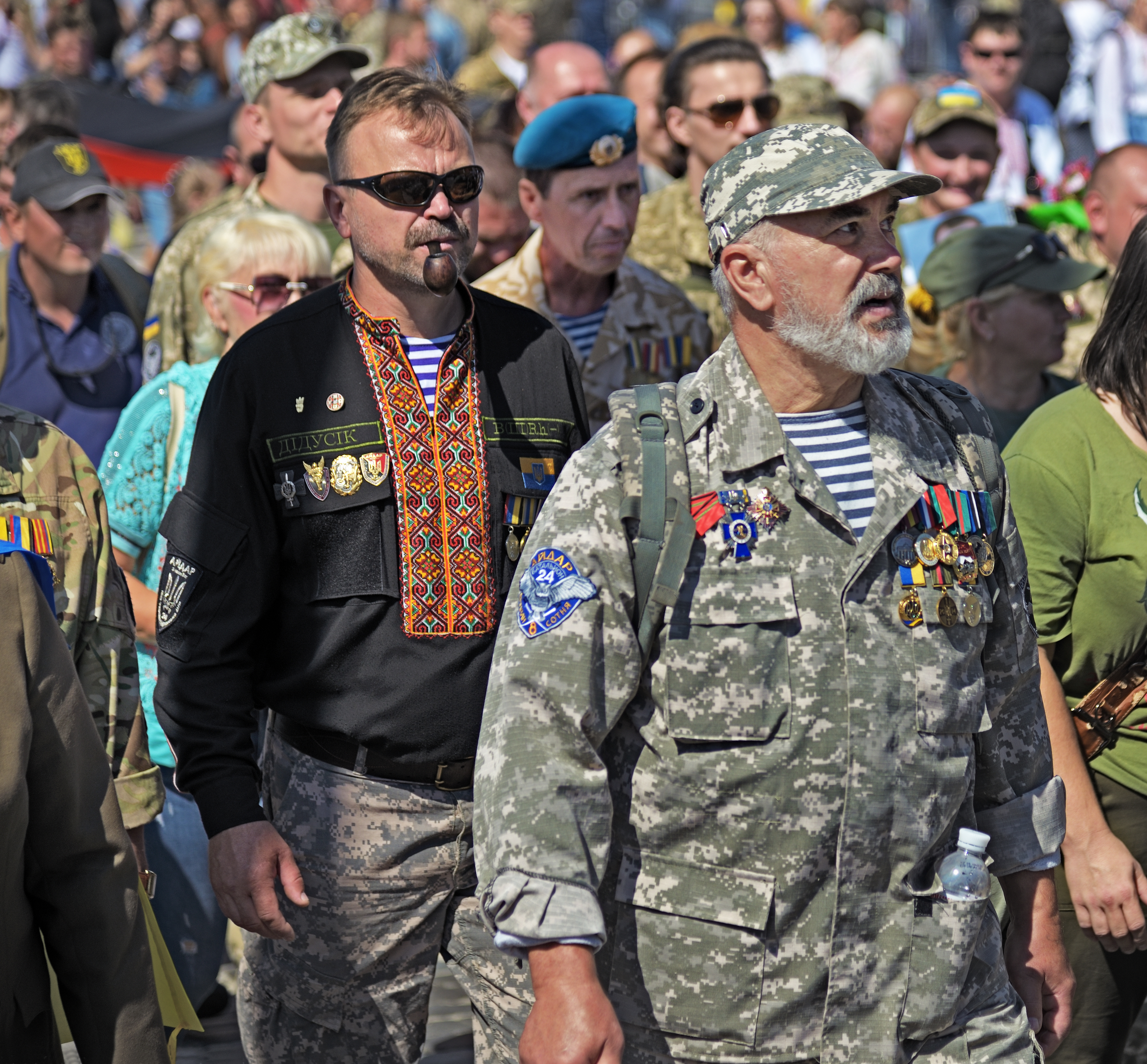
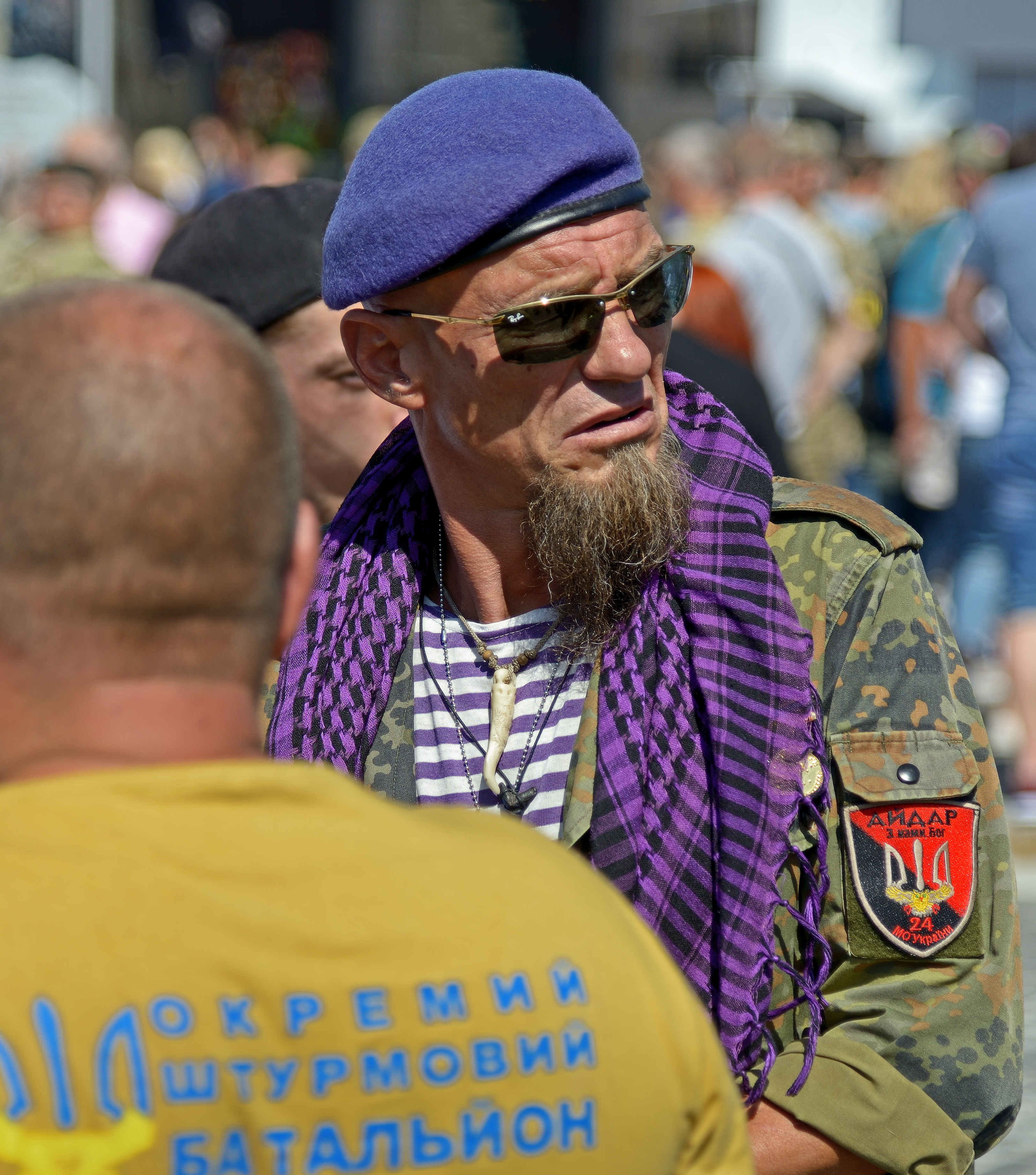

قدامى المحاربين في الكتيبة في مسيرة المدافعين. عيد الاستقلال، كييف، 24.07.2019